# 조양 나들목
조양 나들목(Joyang IC)은 강원특별자치도 춘천시 동산면 조양리에 설치된 서울양양고속도로의 7번 교차로이다. 서울 - 동홍천 구간의 다른 나들목에 비해 1년 늦게 착공하면서 2005년에 착공하여 고속도로 개통에 비해 15일 정도 늦은 2009년 7월 31일 오후 6시에 개통하였다. 서울 방면으로의 진입과 양양 방면에서의 진출만 가능하며, 국도 제5호선을 통해 동산면 및 홍천군 북방면 등지로 진출할 수 있다. 하이패스, 현금, 전자 카드 겸용 수납형태의 톨게이트가 설치되어 있는 것이 특징이다.

## 연혁
- 2009년 7월 31일 : 나들목 개통과 함께 영업 개시

## 구조물 정보
- 위치: 강원특별자치도 춘천시 동산면 조양리
- 영업소: 강원특별자치도 춘천시 동산면 영서로 542

## 접속하는 도로
- 국도 제5호선 (영서로)

## 교통량 정보
| 요금소        | 통행량 (대/일) | 통행량 (대/일) | 통행량 (대/일) | 통행량 (대/일) | 통행량 (대/일) | 통행량 (대/일) | 통행량 (대/일) | 통행량 (대/일) | 통행량 (대/일) | 통행량 (대/일) | 각주  |
| 요금소        | 2009년         | 2010년         | 2011년         | 2012년         | 2013년         | 2014년         | 2015년         | 2016년         | 2017년         | 2018년         | 각주  |
| ------------- | -------------- | -------------- | -------------- | -------------- | -------------- | -------------- | -------------- | -------------- | -------------- | -------------- | ----- |
| 조양 (폐쇄식) | 549            | 553            | 532            | 581            | 376            | 327            | 6              | 1              | 1              | 42             | [ 2 ] |
| 요금소        | 2019년         |                |                |                |                |                |                |                |                |                | [ 2 ] |
| 조양 (폐쇄식) | 43             |                |                |                |                |                |                |                |                |                | [ 2 ] |